# Сергей Кудрин
Сергей Кудрин е американски шахматист, роден в границите на бившия Съветски съюз. Международен гросмайстор е от 1984 г. Спечелва шахматните турнири в Копенхаген (1983), Беер Шева (1984) и Торемолинос (1985). Участва в Световната купа по шахмат (2005), световните първенства по шахмат на ФИДЕ през 1999 г. в Лас Вегас и през 2004 г. в Триполи.
Спечелва Откритото първенство на САЩ през 1984 и 2007 г. Той също е член на Шахматната лига на САЩ през 2007 и 2008 г. Кудрин често подкрепя шахматни събития. Например, през 2004 и 2005 г. с негова помощ е привлечен за участие в „Western States Open“ бившия световен шампион Борис Спаски.
През октомври 2008 г. има ЕЛО коефициент от 2553, което го поставя на 15-о място в САЩ и 395-о място в света сред всички шахматисти с рейтинг във ФИДЕ.